# Janet Sawbridge
Janet Ann Sawbridge MBE (* 1947 in Birmingham; † 5. März 2021) war eine britische Eiskunstläuferin, die im Eistanz startete.

## Karriere
Sawbridges erster Eistanzpartner war David Hickinbottom. Mit ihm zusammen nahm sie im Zeitraum von 1963 bis 1965 an Welt- und Europameisterschaften teil. Bei Europameisterschaften gewannen Sawbridge und Hickinbottom 1963 die Bronzemedaille und 1964 und 1965 die Silbermedaille. Bei Weltmeisterschaften errangen sie 1964 Bronze und 1965 Silber hinter Eva Romanová und Pavel Roman aus der Tschechoslowakei.
Mit ihrem zweiten Eistanzpartner Jon Lane gewann sie die Bronzemedaille bei der Weltmeisterschaft 1968 hinter ihren Landsleuten Diane Towler und Bernard Ford sowie Yvonne Suddick und Malcolm Cannon. Bei Europameisterschaften gewann das Eistanzpaar 1968 die Bronzemedaille und 1969 die Silbermedaille.
Mit ihrem dritten Eistanzpartner Peter Dalby gewann sie bei der Europameisterschaft 1972 Bronze.

## Ergebnisse
(mit David Hickinbottom)
| Wettbewerb / Jahr         | 1963 | 1964 | 1965 |
| ------------------------- | ---- | ---- | ---- |
| Weltmeisterschaften       | 4.   | 3.   | 2.   |
| Europameisterschaften     | 3.   | 2.   | 2.   |
| Britische Meisterschaften | 2.   | 1.   | 1.   |

(falls nicht anders angegeben, mit Jon Lane, bei * mit Peter Dalby)
| Wettbewerb / Jahr         | 1966 | 1967 | 1968 | 1969 | 1970 | 1971 | 1972 | 1973 | 1974 | 1975 |
| ------------------------- | ---- | ---- | ---- | ---- | ---- | ---- | ---- | ---- | ---- | ---- |
| Weltmeisterschaften       | 6.   | 4.   | 3.   | 4.   | 7.   | 6.   | 4.*  | 4.*  | 5.*  |      |
| Europameisterschaften     | 6.   | 4.   | 3.   | 2.   |      | 5.*  | 3.*  | 4.*  | 4.*  |      |
| Britische Meisterschaften | 3.   | 3.   | 3.   | 2.   |      |      | 1.*  | 2.*  |      | 1.*  |